# Élections cantonales de 2011 dans le Rhône

Les élections cantonales ont lieu les 20 et 27 mars 2011.

## Contexte départemental

### Assemblée départementale sortante
Avant les élections, le conseil général du Rhône est présidé par Michel Mercier. Il comprend 54 conseillers généraux issus des 54 cantons du Rhône. 27 d'entre eux sont renouvelables lors de ces élections.
| Parti                             | Sigle | Élus | Groupe Politique                       |
| --------------------------------- | ----- | ---- | -------------------------------------- |
| Majorité (27 sièges)              |       |      |                                        |
| Union pour un mouvement populaire | UMP   | 11   | UMP et Divers Droite                   |
| Mouvement démocrate               | MoDem | 7    | Centristes et démocrates pour le Rhône |
| Divers droite                     | DVD   | 4    | Centristes et démocrates pour le Rhône |
| Nouveau Centre                    | NC    | 3    | Centristes et démocrates pour le Rhône |
| Parti radical valoisien           | RAD   | 2    | Non-inscrits                           |
| Opposition (26 sièges)            |       |      |                                        |
| Parti socialiste                  | PS    | 20   | PS et apparentés                       |
| Parti communiste français         | PCF   | 3    | PC et apparentés                       |
| Parti radical de gauche           | PRG   | 1    | Radical écologiste et démocrate        |
| Europe Écologie Les Verts         | EELV  | 1    | Radical écologiste et démocrate        |
| Mouvement démocrate               | MoDem | 1    | Radical écologiste et démocrate        |
| Président du conseil général      |       |      |                                        |
| Michel Mercier (MoDem)            |       |      |                                        |

## Résultats à l'échelle du département

### Résultats en nombre de sièges
| Parti | Sièges mis en jeu | Élus | Évolution |
| ----- | ----------------- | ---- | --------- |
| PS    | 12                | 10   | -2        |
| UMP   | 5                 | 4    | -1        |
| MoDem | 3                 | 2    | -1        |
| NC    | 2                 | 2    | =         |
| DVD   | 1                 | 2    | +1        |
| PCF   | 1                 | 1    | =         |
| PRG   | 1                 | 1    | =         |
| PR    | 1                 | 1    | =         |
| DVG   | 1                 | 2    | +1        |
| EELV  | 0                 | 2    | +2        |

### Assemblée départementale à l'issue des élections
| Parti                             | Sigle | Élus |
| --------------------------------- | ----- | ---- |
| Majorité (28 sièges)              |       |      |
| Union pour un mouvement populaire | UMP   | 10   |
| MoDem                             | MoDem | 7    |
| Divers droite                     | DVD   | 6    |
| Nouveau Centre                    | UDI   | 3    |
| Parti radical                     | MoDem | 2    |
| Opposition (26 sièges)            |       |      |
| Parti socialiste                  | PS    | 18   |
| Parti communiste français         | PCF   | 3    |
| Europe Écologie Les Verts         | EÉLV  | 3    |
| Parti radical de gauche           | PRG   | 1    |
| MoDem                             | MoDem | 1    |
| Président du conseil général      |       |      |
| Michel Mercier (MoDem)            |       |      |

### Liste des élus
| Canton                      | Conseiller sortant  |  | Parti | Conseiller élu      |  | Parti |
| --------------------------- | ------------------- |  | ----- | ------------------- |  | ----- |
| Anse                        | Daniel Pomeret      |  | PR    | Daniel Pomeret      |  | PR    |
| Beaujeu                     | Frédéric Miguet     |  | UMP   | Frédéric Miguet     |  | UMP   |
| Bois-d'Oingt                | Charles Bréchard    |  | NC    | Charles Bréchard    |  | NC    |
| Givors                      | Martial Passi       |  | PCF   | Martial Passi       |  | PCF   |
| Irigny                      | Jean-Luc Da Passano |  | MoDem | Jean-Luc Da Passano |  | MoDem |
| L'Arbresle                  | François Baraduc    |  | NC    | François Baraduc    |  | NC    |
| Lamure-sur-Azergues         | Denis Longin        |  | DVD   | Denis Longin        |  | DVD   |
| Lyon III                    | Dominique Bolliet   |  | PS    | Raymonde Poncet     |  | EELV  |
| Lyon V                      | Thomas Rudigoz      |  | MoDem | Thomas Rudigoz      |  | DVG   |
| Lyon VI                     | Dominique Perben    |  | UMP   | Jean-Jacques David  |  | DVD   |
| Lyon VII                    | Dominique Nachury   |  | UMP   | Dominique Nachury   |  | UMP   |
| Lyon VIII                   | Lionel Lassagne     |  | UMP   | Thierry Philip      |  | PS    |
| Lyon XI                     | Jean-Michel Daclin  |  | PS    | Jean-Michel Daclin  |  | PS    |
| Lyon XII                    | Louis Pelaez        |  | PRG   | Louis Pelaez        |  | PRG   |
| Lyon XIV                    | Christian Coulon    |  | PS    | Christian Coulon    |  | PS    |
| Meyzieu                     | Odette Garbrecht    |  | PS    | Michel Forissier    |  | UMP   |
| Oullins                     | Jean-Louis Ubaud    |  | PS    | Jean-Louis Ubaud    |  | PS    |
| Rillieux-la-Pape            | Renaud Gauquelin    |  | PS    | Renaud Gauquelin    |  | PS    |
| Saint-Fons                  | Jacqueline Vottero  |  | PS    | Jacqueline Vottero  |  | PS    |
| Saint-Laurent-de-Chamousset | Bernard Chaverot    |  | DVG   | Bernard Chaverot    |  | DVG   |
| Saint-Priest                | Bruno Polga         |  | PS    | Evelyne Fontaine    |  | PS    |
| Thizy                       | Michel Mercier      |  | MoDem | Michel Mercier      |  | MoDem |
| Vaugneray                   | Georges Barriol     |  | UMP   | Georges Barriol     |  | UMP   |
| Vaulx-en-Velin              | Hélène Geoffroy     |  | PS    | Hélène Geoffroy     |  | PS    |
| Villeurbanne-Centre         | Richard Llung       |  | PS    | Béatrice Vessiller  |  | EELV  |
| Villeurbanne-Nord           | Bernard Rivalta     |  | PS    | Gilbert-Luc Devinaz |  | PS    |
| Villeurbanne-Sud            | Lilian Zanchi       |  | PS    | Claire Le Franc     |  | PS    |

## Résultats par canton

### Canton d'Anse
- Conseiller général sortant : Daniel Pomeret (PRV)

| Candidats      | Candidats                    | Étiquette      | Premier tour | Premier tour | Second tour | Second tour |
| Candidats      | Candidats                    | Étiquette      | Voix         | %            | Voix        | %           |
| -------------- | ---------------------------- | -------------- | ------------ | ------------ | ----------- | ----------- |
|                | Daniel Pomeret*              | PRV            | 3 294        | 44,80        | 5 266       | 73,74       |
|                | Yann-Yves Lussiaud           | FN             | 1 518        | 20,64        | 1 875       | 26,26       |
|                | Jean-Henri Soumireu-Lartigue | PS             | 1 161        | 15,79        |             |             |
|                | Vincent Meyer                | EELV           | 1 118        | 15,20        |             |             |
|                | Christian Ritton             | FG (PCF)       | 262          | 3,56         |             |             |
|                |                              |                |              |              |             |             |
| Inscrits       | Inscrits                     | Inscrits       | 17 795       | 100,00       | 17 795      | 100,00      |
| Abstentions    | Abstentions                  | Abstentions    | 10 300       | 57,88        | 10 099      | 56,75       |
| Votants        | Votants                      | Votants        | 7 495        | 42,12        | 7 696       | 43,25       |
| Blancs et nuls | Blancs et nuls               | Blancs et nuls | 142          | 1,89         | 555         | 7,21        |
| Exprimés       | Exprimés                     | Exprimés       | 7 353        | 98,11        | 7 141       | 92,79       |

*sortant

### Canton de Beaujeu
- Conseiller général sortant : Frédéric Miguet (UMP)

| Candidats      | Candidats          | Étiquette      | Premier tour | Premier tour | Second tour | Second tour |
| Candidats      | Candidats          | Étiquette      | Voix         | %            | Voix        | %           |
| -------------- | ------------------ | -------------- | ------------ | ------------ | ----------- | ----------- |
|                | Frédéric Miguet*   | UMP            | 1 579        | 36,71        | 2 202       | 57,51       |
|                | Jean-Jacques Duval | DVD            | 896          | 20,83        | 1 627       | 42,49       |
|                | Sébastien Ducrozet | FN             | 684          | 15,90        |             |             |
|                | Mehdi Ben-Chelbi   | PS             | 444          | 10,32        |             |             |
|                | Alain de Romefort  | EELV           | 422          | 9,81         |             |             |
|                | Claude Jambon      | FG (PCF)       | 276          | 6,42         |             |             |
|                |                    |                |              |              |             |             |
| Inscrits       | Inscrits           | Inscrits       | 9 414        | 100,00       | 9 414       | 100,00      |
| Abstentions    | Abstentions        | Abstentions    | 5 019        | 53,31        | 5 257       | 55,84       |
| Votants        | Votants            | Votants        | 4 395        | 46,69        | 4 157       | 44,16       |
| Blancs et nuls | Blancs et nuls     | Blancs et nuls | 94           | 2,14         | 328         | 7,89        |
| Exprimés       | Exprimés           | Exprimés       | 4 301        | 97,86        | 3 829       | 92,11       |

*sortant

### Canton du Bois-d'Oingt
- Conseiller général sortant : Charles Bréchard (NC)

| Candidats      | Candidats             | Étiquette      | Premier tour | Premier tour | Second tour | Second tour |
| Candidats      | Candidats             | Étiquette      | Voix         | %            | Voix        | %           |
| -------------- | --------------------- | -------------- | ------------ | ------------ | ----------- | ----------- |
|                | Charles Bréchard*     | NC             | 2 270        | 40,56        | 2 960       | 58,50       |
|                | Jean-Yves Sauce       | EELV           | 925          | 16,53        | 2 100       | 41,50       |
|                | Eric Belin            | FN             | 755          | 13,49        |             |             |
|                | Patricia Thillardon   | PS             | 643          | 11,49        |             |             |
|                | Olivier Leccia        | DVD            | 623          | 11,13        |             |             |
|                | Jean-Philippe Ferrier | FG             | 381          | 6,81         |             |             |
|                |                       |                |              |              |             |             |
| Inscrits       | Inscrits              | Inscrits       | 11 804       | 100,00       | 11 804      | 100,00      |
| Abstentions    | Abstentions           | Abstentions    | 6 149        | 52,09        | 6 466       | 54,78       |
| Votants        | Votants               | Votants        | 5 655        | 47,91        | 5 338       | 45,22       |
| Blancs et nuls | Blancs et nuls        | Blancs et nuls | 58           | 1,03         | 278         | 5,21        |
| Exprimés       | Exprimés              | Exprimés       | 5 597        | 98,97        | 5 060       | 94,79       |

*sortant

### Canton de Givors
- Conseiller général sortant : Martial Passi (PCF)

| Candidats      | Candidats          | Étiquette      | Premier tour | Premier tour | Second tour | Second tour |
| Candidats      | Candidats          | Étiquette      | Voix         | %            | Voix        | %           |
| -------------- | ------------------ | -------------- | ------------ | ------------ | ----------- | ----------- |
|                | Martial Passi*     | FG (PCF)       | 3 102        | 35,10        | 6 170       | 66,41       |
|                | Alexandre Barras   | FN             | 1 963        | 22,21        | 3 121       | 33,59       |
|                | Jean-Louis Gergaud | UMP            | 1 681        | 19,02        |             |             |
|                | David Jouve        | EÉLV           | 1 088        | 12,31        |             |             |
|                | Brigitte Jannot    | PS             | 1 003        | 11,35        |             |             |
|                |                    |                |              |              |             |             |
| Inscrits       | Inscrits           | Inscrits       | 24 427       | 100,00       | 24 424      | 100,00      |
| Abstentions    | Abstentions        | Abstentions    | 15 410       | 63,09        | 14 352      | 58,76       |
| Votants        | Votants            | Votants        | 9 017        | 36,91        | 10 072      | 41,24       |
| Blancs et nuls | Blancs et nuls     | Blancs et nuls | 180          | 2,00         | 781         | 7,75        |
| Exprimés       | Exprimés           | Exprimés       | 8 837        | 98,00        | 9 291       | 92,25       |

*sortant

### Canton d'Irigny
- Conseiller général sortant : Jean-Luc Da Passano (MoDem)

| Candidats      | Candidats            | Étiquette      | Premier tour | Premier tour | Second tour | Second tour |
| Candidats      | Candidats            | Étiquette      | Voix         | %            | Voix        | %           |
| -------------- | -------------------- | -------------- | ------------ | ------------ | ----------- | ----------- |
|                | Jean-Luc Da Passano* | MoDem          | 3 597        | 48,69        | 4 461       | 64,40       |
|                | David Chizat         | PS             | 1 062        | 14,38        | 2 466       | 35,60       |
|                | Serge Tarassioux     | FG (PCF)       | 1 019        | 13,79        |             |             |
|                | François De Laborie  | FN             | 1 002        | 13,56        |             |             |
|                | Claude Mouchikhine   | EÉLV           | 707          | 9,57         |             |             |
|                |                      |                |              |              |             |             |
| Inscrits       | Inscrits             | Inscrits       | 18 187       | 100,00       | 18 158      | 100,00      |
| Abstentions    | Abstentions          | Abstentions    | 10 716       | 58,92        | 10 929      | 60,19       |
| Votants        | Votants              | Votants        | 7 471        | 41,08        | 7 229       | 39,81       |
| Blancs et nuls | Blancs et nuls       | Blancs et nuls | 84           | 1,12         | 302         | 4,18        |
| Exprimés       | Exprimés             | Exprimés       | 7 387        | 98,88        | 6 927       | 95,82       |

*sortant

### Canton de L'Arbresle
- Conseiller général sortant : François Baraduc (NC)

| Candidats      | Candidats                | Étiquette      | Premier tour | Premier tour | Second tour | Second tour |
| Candidats      | Candidats                | Étiquette      | Voix         | %            | Voix        | %           |
| -------------- | ------------------------ | -------------- | ------------ | ------------ | ----------- | ----------- |
|                | François Baraduc*        | NC             | 4 454        | 39,25        | 6 091       | 55,64       |
|                | Pierre-Jean Zannettacci  | PS             | 2 810        | 24,76        | 4 856       | 44,36       |
|                | Benoît Marion            | FN             | 1 956        | 17,24        |             |             |
|                | Geneviève Decrop-Cameron | EÉLV           | 1 640        | 14,45        |             |             |
|                | Andrée Giroudon-Zelez    | FG (PCF)       | 488          | 4,30         |             |             |
|                |                          |                |              |              |             |             |
| Inscrits       | Inscrits                 | Inscrits       | 27 150       | 100,00       | 27 151      | 100,00      |
| Abstentions    | Abstentions              | Abstentions    | 15 577       | 57,37        | 15 512      | 57,13       |
| Votants        | Votants                  | Votants        | 11 573       | 42,63        | 11 639      | 42,87       |
| Blancs et nuls | Blancs et nuls           | Blancs et nuls | 225          | 1,94         | 692         | 5,95        |
| Exprimés       | Exprimés                 | Exprimés       | 11 348       | 98,06        | 10 947      | 94,05       |

*sortant

### Canton de Lamure-sur-Azergues
- Conseiller général sortant : Denis Longin (DVD)

| Candidats      | Candidats             | Étiquette      | Premier tour | Premier tour |
| Candidats      | Candidats             | Étiquette      | Voix         | %            |
| -------------- | --------------------- | -------------- | ------------ | ------------ |
|                | Denis Longin*         | DVD            | 1 497        | 65,74        |
|                | Charles-Henri Moralès | FN             | 334          | 14,67        |
|                | Michèle Edery         | PS             | 230          | 10,10        |
|                | Véronique Toutant     | EÉLV           | 154          | 6,76         |
|                | Mireille Badanini     | FG (PCF)       | 62           | 2,72         |
|                |                       |                |              |              |
| Inscrits       | Inscrits              | Inscrits       | 4 917        | 100,00       |
| Abstentions    | Abstentions           | Abstentions    | 2 599        | 52,86        |
| Votants        | Votants               | Votants        | 2 318        | 47,14        |
| Blancs et nuls | Blancs et nuls        | Blancs et nuls | 41           | 1,77         |
| Exprimés       | Exprimés              | Exprimés       | 2 277        | 98,23        |

*sortant

### Canton de Lyon-III
- Conseiller général sortant : Dominique Bolliet (PS)

| Candidats      | Candidats            | Étiquette      | Premier tour | Premier tour | Second tour | Second tour |
| Candidats      | Candidats            | Étiquette      | Voix         | %            | Voix        | %           |
| -------------- | -------------------- | -------------- | ------------ | ------------ | ----------- | ----------- |
|                | Dominique Bolliet*   | PS             | 2 592        | 28,41        | 3 330       | 47,53       |
|                | Raymonde Poncet      | EÉLV           | 1 932        | 21,18        | 3 676       | 52,47       |
|                | Marie Guyon          | UMP            | 1 840        | 20,17        |             |             |
|                | André Laurent        | FN             | 1 034        | 11,33        |             |             |
|                | Christelle Madeleine | DVD            | 706          | 7,74         |             |             |
|                | Aline Guitard        | FG (PCF)       | 651          | 7,14         |             |             |
|                | Véronique Maréchal   | DVG            | 368          | 4,03         |             |             |
|                |                      |                |              |              |             |             |
| Inscrits       | Inscrits             | Inscrits       | 24 362       | 100,00       | 24 362      | 100,00      |
| Abstentions    | Abstentions          | Abstentions    | 15 134       | 62,12        | 16 234      | 66,64       |
| Votants        | Votants              | Votants        | 9 228        | 37,88        | 8 128       | 33,36       |
| Blancs et nuls | Blancs et nuls       | Blancs et nuls | 105          | 1,14         | 1 122       | 13,80       |
| Exprimés       | Exprimés             | Exprimés       | 9 123        | 98,86        | 7 006       | 86,20       |

*sortant

### Canton de Lyon-V
| Candidats      | Candidats          | Étiquette      | Premier tour | Premier tour | Second tour | Second tour |
| Candidats      | Candidats          | Étiquette      | Voix         | %            | Voix        | %           |
| -------------- | ------------------ | -------------- | ------------ | ------------ | ----------- | ----------- |
|                | Thomas Rudigoz     | DVG            | 3 341        | 30,92        | 6 169       | 57,26       |
|                | Jean-Pierre Dufour | UMP            | 2 500        | 23,14        | 4 605       | 42,74       |
|                | Maxime Hure        | EÉLV           | 1 693        | 15,67        |             |             |
|                | Pascal Marion      | FN             | 1 546        | 14,31        |             |             |
|                | Bénédicte Louis    | DVD            | 1 049        | 9,71         |             |             |
|                | Mohamed Rafed      | FG (Alt)       | 677          | 6,27         |             |             |
|                |                    |                |              |              |             |             |
| Inscrits       | Inscrits           | Inscrits       | 30 457       | 100,00       | 30 457      | 100,00      |
| Abstentions    | Abstentions        | Abstentions    | 19 540       | 64,16        | 19 183      | 62,98       |
| Votants        | Votants            | Votants        | 10 917       | 35,84        | 11 274      | 37,02       |
| Blancs et nuls | Blancs et nuls     | Blancs et nuls | 111          | 1,02         | 500         | 4,43        |
| Exprimés       | Exprimés           | Exprimés       | 10 806       | 98,98        | 10 774      | 95,57       |

### Canton de Lyon-VI
| Candidats      | Candidats                   | Étiquette      | Premier tour | Premier tour | Second tour | Second tour |
| Candidats      | Candidats                   | Étiquette      | Voix         | %            | Voix        | %           |
| -------------- | --------------------------- | -------------- | ------------ | ------------ | ----------- | ----------- |
|                | Dominique Perben*           | UMP            | 1 977        | 32,94        | 2 238       | 45,94       |
|                | Jean-Jacques David          | DVD            | 1 434        | 23,89        | 2 634       | 54,06       |
|                | Cécile Michaux              | PS             | 1 097        | 18,28        |             |             |
|                | Albert Rosset               | FN             | 732          | 12,20        |             |             |
|                | Marguerite-Marie Chichereau | EÉLV           | 560          | 9,33         |             |             |
|                | Nawel Bab-Hamed             | FG (PCF)       | 167          | 2,78         |             |             |
|                | Daniel Petitjean            | DVD            | 35           | 0,58         |             |             |
|                |                             |                |              |              |             |             |
| Inscrits       | Inscrits                    | Inscrits       | 16 299       | 100,00       | 16 300      | 100,00      |
| Abstentions    | Abstentions                 | Abstentions    | 10 098       | 61,95        | 10 805      | 66,29       |
| Votants        | Votants                     | Votants        | 6 201        | 38,05        | 5 495       | 33,71       |
| Blancs et nuls | Blancs et nuls              | Blancs et nuls | 199          | 3,21         | 623         | 11,34       |
| Exprimés       | Exprimés                    | Exprimés       | 6 002        | 96,79        | 4 872       | 88,66       |

sortant

### Canton de Lyon-VII
| Candidats      | Candidats         | Étiquette      | Premier tour | Premier tour | Second tour | Second tour |
| Candidats      | Candidats         | Étiquette      | Voix         | %            | Voix        | %           |
| -------------- | ----------------- | -------------- | ------------ | ------------ | ----------- | ----------- |
|                | Dominique Nachury | UMP            | 2 274        | 37,22        | 3 609       | 60,46       |
|                | Walter Graci      | PS             | 1 313        | 21,49        | 2 360       | 39,54       |
|                | Lucas Heurtevent  | FN             | 844          | 13,81        |             |             |
|                | Frédéric Jarret   | EÉLV           | 776          | 12,70        |             |             |
|                | Thierry Mouillac  | DVD            | 671          | 10,98        |             |             |
|                | Richard Elmalan   | FG (PCF)       | 232          | 3,80         |             |             |
|                |                   |                |              |              |             |             |
| Inscrits       | Inscrits          | Inscrits       | 16 729       | 100,00       | 16 729      | 100,00      |
| Abstentions    | Abstentions       | Abstentions    | 10 549       | 63,06        | 10 500      | 62,77       |
| Votants        | Votants           | Votants        | 6 180        | 36,94        | 6 229       | 37,23       |
| Blancs et nuls | Blancs et nuls    | Blancs et nuls | 70           | 1,13         | 260         | 4,17        |
| Exprimés       | Exprimés          | Exprimés       | 6 110        | 98,87        | 5 969       | 95,83       |

### Canton de Lyon-VIII
| Candidats      | Candidats         | Étiquette      | Premier tour | Premier tour | Second tour | Second tour |
| Candidats      | Candidats         | Étiquette      | Voix         | %            | Voix        | %           |
| -------------- | ----------------- | -------------- | ------------ | ------------ | ----------- | ----------- |
|                | Lionel Lassagne * | UMP            | 2 169        | 32,20        | 3 355       | 48,32       |
|                | Thierry Philip    | PS             | 1 967        | 29,20        | 3 588       | 51,68       |
|                | Blanche Sigrist   | FN             | 848          | 12,59        |             |             |
|                | Dominique Hitz    | EÉLV           | 799          | 11,86        |             |             |
|                | Gilbert Dumas     | FG (PCF)       | 369          | 5,48         |             |             |
|                | Éric Lafond       | MoDem          | 293          | 4,35         |             |             |
|                | Grégory Dayme     | DVD            | 224          | 3,33         |             |             |
|                | Michaël Jouteux   | POI            | 43           | 0,64         |             |             |
|                | Guillaume Lucas   | DLR            | 24           | 0,36         |             |             |
|                |                   |                |              |              |             |             |
| Inscrits       | Inscrits          | Inscrits       | 19 433       | 100,00       | 19 433      | 100,00      |
| Abstentions    | Abstentions       | Abstentions    | 12 643       | 65,06        | 12 229      | 62,93       |
| Votants        | Votants           | Votants        | 6 790        | 34,94        | 7 204       | 37,07       |
| Blancs et nuls | Blancs et nuls    | Blancs et nuls | 54           | 0,80         | 261         | 3,62        |
| Exprimés       | Exprimés          | Exprimés       | 6 736        | 99,20        | 6 943       | 96,38       |

*sortant

### Canton de Lyon-XI
| Candidats      | Candidats            | Étiquette      | Premier tour | Premier tour | Second tour | Second tour |
| Candidats      | Candidats            | Étiquette      | Voix         | %            | Voix        | %           |
| -------------- | -------------------- | -------------- | ------------ | ------------ | ----------- | ----------- |
|                | Jean-Michel Daclin   | PS             | 2 092        | 33,39        | 2 555       | 51,98       |
|                | Françoise Chevallier | EÉLV           | 1 179        | 18,82        | 2 360       | 48,02       |
|                | Jean-Pascal Lataste  | FN             | 950          | 15,16        |             |             |
|                | Gérard Vollory       | UMP            | 922          | 14,72        |             |             |
|                | Régis Favier         | DVD            | 459          | 7,33         |             |             |
|                | Suzanne Lugaz        | FG (PCF)       | 407          | 6,50         |             |             |
|                | Naguin Zekkouti      | DVD            | 256          | 4,09         |             |             |
|                |                      |                |              |              |             |             |
| Inscrits       | Inscrits             | Inscrits       | 19 334       | 100,00       | 19 334      | 100,00      |
| Abstentions    | Abstentions          | Abstentions    | 12 902       | 66,73        | 13 671      | 70,71       |
| Votants        | Votants              | Votants        | 6 432        | 33,27        | 5 663       | 29,29       |
| Blancs et nuls | Blancs et nuls       | Blancs et nuls | 167          | 2,60         | 748         | 13,21       |
| Exprimés       | Exprimés             | Exprimés       | 6 265        | 97,40        | 4 915       | 86,79       |

### Canton de Lyon-XII
| Candidats      | Candidats           | Étiquette      | Premier tour | Premier tour | Second tour | Second tour |
| Candidats      | Candidats           | Étiquette      | Voix         | %            | Voix        | %           |
| -------------- | ------------------- | -------------- | ------------ | ------------ | ----------- | ----------- |
|                | Louis Pelaez        | PRG            | 1 675        | 29,44        | 4 101       | 66,60       |
|                | Agnès Mege          | FN             | 1 293        | 22,73        | 2 057       | 33,40       |
|                | Christophe Geourjon | DVD            | 890          | 15,64        |             |             |
|                | Patrick Odiard      | EÉLV           | 880          | 15,47        |             |             |
|                | Franck Pellevoizin  | FG (PCF)       | 301          | 5,29         |             |             |
|                | David Fitoussi      | SE             | 272          | 4,78         |             |             |
|                | Jean-Pierre Neyret  | DVD            | 255          | 4,48         |             |             |
|                | Julien Berger       | SE             | 123          | 2,16         |             |             |
|                |                     |                |              |              |             |             |
| Inscrits       | Inscrits            | Inscrits       | 19 389       | 100,00       | 19 389      | 100,00      |
| Abstentions    | Abstentions         | Abstentions    | 13 615       | 70,22        | 12 803      | 66,03       |
| Votants        | Votants             | Votants        | 5 774        | 29,78        | 6 586       | 33,97       |
| Blancs et nuls | Blancs et nuls      | Blancs et nuls | 85           | 1,47         | 428         | 6,50        |
| Exprimés       | Exprimés            | Exprimés       | 5 689        | 98,53        | 6 158       | 93,50       |

### Canton de Lyon-XIV
| Candidats      | Candidats         | Étiquette      | Premier tour | Premier tour | Second tour | Second tour |
| Candidats      | Candidats         | Étiquette      | Voix         | %            | Voix        | %           |
| -------------- | ----------------- | -------------- | ------------ | ------------ | ----------- | ----------- |
|                | Christian Coulon  | PS             | 2 372        | 37,67        | 4 999       | 71,15       |
|                | André Morin       | FN             | 1 309        | 20,79        | 2 027       | 28,85       |
|                | Stéphane Guilland | UMP            | 1 082        | 17,19        |             |             |
|                | Étienne Tête      | EÉLV           | 893          | 14,18        |             |             |
|                | Eleni Ferlet      | FG (PG)        | 412          | 6,54         |             |             |
|                | Maxence Iffouzar  | CNIP           | 228          | 3,62         |             |             |
|                |                   |                |              |              |             |             |
| Inscrits       | Inscrits          | Inscrits       | 21 312       | 100,00       | 21 312      | 100,00      |
| Abstentions    | Abstentions       | Abstentions    | 14 934       | 70,07        | 13 854      | 65,01       |
| Votants        | Votants           | Votants        | 6 378        | 29,93        | 7 458       | 34,99       |
| Blancs et nuls | Blancs et nuls    | Blancs et nuls | 82           | 1,29         | 432         | 5,79        |
| Exprimés       | Exprimés          | Exprimés       | 6 296        | 98,71        | 7 026       | 94,21       |

### Canton de Meyzieu
| Candidats      | Candidats          | Étiquette      | Premier tour | Premier tour | Second tour | Second tour |
| Candidats      | Candidats          | Étiquette      | Voix         | %            | Voix        | %           |
| -------------- | ------------------ | -------------- | ------------ | ------------ | ----------- | ----------- |
|                | Michel Forissier   | UMP            | 4 436        | 32,66        | 8 688       | 64,33       |
|                | Christophe Boudot  | FN             | 3 462        | 25,49        | 4 818       | 35,67       |
|                | Odette Garbrecht*  | PS             | 3 321        | 24,45        |             |             |
|                | Catherine Laval    | EÉLV           | 1 267        | 9,33         |             |             |
|                | Françoise Pagano   | FG (PCF)       | 644          | 4,74         |             |             |
|                | Frédéric Herlemont | MoDem          | 451          | 4,32         |             |             |
|                |                    |                |              |              |             |             |
| Inscrits       | Inscrits           | Inscrits       | 36 789       | 100,00       | 36 789      | 100,00      |
| Abstentions    | Abstentions        | Abstentions    | 23 062       | 62,69        | 22 051      | 59,94       |
| Votants        | Votants            | Votants        | 13 727       | 37,31        | 14 738      | 40,06       |
| Blancs et nuls | Blancs et nuls     | Blancs et nuls | 146          | 1,06         | 1 232       | 8,36        |
| Exprimés       | Exprimés           | Exprimés       | 13 581       | 98,94        | 13 506      | 91,64       |

*sortante

### Canton d'Oullins
| Candidats      | Candidats          | Étiquette      | Premier tour | Premier tour | Second tour | Second tour |
| Candidats      | Candidats          | Étiquette      | Voix         | %            | Voix        | %           |
| -------------- | ------------------ | -------------- | ------------ | ------------ | ----------- | ----------- |
|                | Jean-Louis Ubaud * | PS             | 1 869        | 29,29        | 3 504       | 55,19       |
|                | Clotilde Pouzergue | UMP            | 1 853        | 29,04        | 2 845       | 44,81       |
|                | Muriel Coativy     | FN             | 1 136        | 17,80        |             |             |
|                | Chantal Kerlan     | EÉLV           | 947          | 14,84        |             |             |
|                | Bertrand Mantelet  | FG (PCF)       | 471          | 7,38         |             |             |
|                | Matthieu Chauvin   | SLJP           | 105          | 1,65         |             |             |
|                |                    |                |              |              |             |             |
| Inscrits       | Inscrits           | Inscrits       | 16 258       | 100,00       | 16 258      | 100,00      |
| Abstentions    | Abstentions        | Abstentions    | 9 779        | 60,15        | 9 591       | 58,99       |
| Votants        | Votants            | Votants        | 6 479        | 39,85        | 6 667       | 41,01       |
| Blancs et nuls | Blancs et nuls     | Blancs et nuls | 98           | 1,51         | 318         | 4,77        |
| Exprimés       | Exprimés           | Exprimés       | 6 381        | 98,49        | 6 349       | 95,23       |

*sortant

### Canton de Rillieux-la-Pape
| Candidats      | Candidats           | Étiquette      | Premier tour | Premier tour | Second tour | Second tour |
| Candidats      | Candidats           | Étiquette      | Voix         | %            | Voix        | %           |
| -------------- | ------------------- | -------------- | ------------ | ------------ | ----------- | ----------- |
|                | Renaud Gauquelin    | PS             | 3 044        | 41,63        | 5 366       | 67,66       |
|                | Edouard de Brisoult | FN             | 1 594        | 21,80        | 2 565       | 32,34       |
|                | Michel Moiroud      | UMP            | 1 4373 545   | 19,65        |             |             |
|                | Yves Durieux        | EÉLV           | 920          | 12,58        |             |             |
|                | Mario Lucarelli     | FG (PCF)       | 323          | 4,34         |             |             |
|                |                     |                |              |              |             |             |
| Inscrits       | Inscrits            | Inscrits       | 21 367       | 100,00       | 21 362      | 100,00      |
| Abstentions    | Abstentions         | Abstentions    | 13 932       | 65,20        | 12 897      | 60,37       |
| Votants        | Votants             | Votants        | 7 435        | 34,80        | 8 465       | 39,63       |
| Blancs et nuls | Blancs et nuls      | Blancs et nuls | 123          | 0,58         | 534         | 6,31        |
| Exprimés       | Exprimés            | Exprimés       | 7 312        | 34,22        | 7 931       | 93,69       |

### Canton de Saint-Fons
| Candidats      | Candidats          | Étiquette      | Premier tour | Premier tour | Second tour | Second tour |
| Candidats      | Candidats          | Étiquette      | Voix         | %            | Voix        | %           |
| -------------- | ------------------ | -------------- | ------------ | ------------ | ----------- | ----------- |
|                | Jacqueline Vottero | PS             | 2 455        | 32,53        | 5 002       | 62,32       |
|                | Danica Ljustina    | FN             | 1 962        | 26,00        | 3 024       | 37,68       |
|                | Lilian Morinon     | UMP            | 1 193        | 15,81        |             |             |
|                | Serge Perrin       | EÉLV           | 930          | 12,32        |             |             |
|                | Roland Le Bouhart  | FG (PCF)       | 426          | 5,64         |             |             |
|                | Nadia Taïbi        | MoDem          | 423          | 5,60         |             |             |
|                | Maurice Iacovella  | DVD            | 158          | 2,09         |             |             |
|                |                    |                |              |              |             |             |
| Inscrits       | Inscrits           | Inscrits       | 21 865       | 100,00       | 21 865      | 100,00      |
| Abstentions    | Abstentions        | Abstentions    | 14 160       | 64,76        | 13 279      | 60,73       |
| Votants        | Votants            | Votants        | 7 705        | 35,24        | 8 586       | 39,27       |
| Blancs et nuls | Blancs et nuls     | Blancs et nuls | 158          | 2,05         | 560         | 6,52        |
| Exprimés       | Exprimés           | Exprimés       | 7 547        | 97,95        | 8 026       | 93,48       |

### Canton de Saint-Laurent-de-Chamousset
| Candidats      | Candidats         | Étiquette      | Premier tour | Premier tour | Second tour | Second tour |
| Candidats      | Candidats         | Étiquette      | Voix         | %            | Voix        | %           |
| -------------- | ----------------- | -------------- | ------------ | ------------ | ----------- | ----------- |
|                | Bernard Chaverot* | DVG            | 1 858        | 37,28        | 2 764       | 53,68       |
|                | Lucien Vial       | DVD            | 1 511        | 30,32        | 2 385       | 46,32       |
|                | Maxime Chaussat   | FN             | 557          | 11,18        |             |             |
|                | Bruno Chazallet   | DVD            | 547          | 10,98        |             |             |
|                | Thierry Manceau   | EÉLV           | 421          | 8,45         |             |             |
|                | Gilles Dufay      | DLR            | 90           | 1,81         |             |             |
|                |                   |                |              |              |             |             |
| Inscrits       | Inscrits          | Inscrits       | 9 303        | 100,00       | 9 303       | 100,00      |
| Abstentions    | Abstentions       | Abstentions    | 4 168        | 44,8         | 3 961       | 42,58       |
| Votants        | Votants           | Votants        | 5 135        | 55,2         | 5 342       | 57,42       |
| Blancs et nuls | Blancs et nuls    | Blancs et nuls | 151          | 1,62         | 193         | 3,61        |
| Exprimés       | Exprimés          | Exprimés       | 4 984        | 97,06        | 5 149       | 96,39       |

*sortant

### Canton de Saint-Priest
| Candidats      | Candidats           | Étiquette      | Premier tour | Premier tour | Second tour | Second tour |
| Candidats      | Candidats           | Étiquette      | Voix         | %            | Voix        | %           |
| -------------- | ------------------- | -------------- | ------------ | ------------ | ----------- | ----------- |
|                | Evelyne Fontaine*   | PS             | 2 140        | 26,17        | 5 732       | 58,47       |
|                | André Pozzi         | FN             | 2 641        | 32,30        | 4 072       | 41,53       |
|                | Catherine Laval     | UMP            | 1 132        | 13,85        |             |             |
|                | Zafer Girisit       | EÉLV           | 959          | 11,73        |             |             |
|                | Isabelle Chavillard | FG (PCF)       | 559          | 6,84         |             |             |
|                | Issam Othman        | DVG            | 542          | 6,63         |             |             |
|                | Habib Darwiche      | DVD            | 203          | 2,48         |             |             |
|                |                     |                |              |              |             |             |
| Inscrits       | Inscrits            | Inscrits       | 24 691       | 100,00       | 24 691      | 100,00      |
| Abstentions    | Abstentions         | Abstentions    | 16 370       | 66,30        | 14 335      | 58,06       |
| Votants        | Votants             | Votants        | 8 321        | 33,70        | 10 356      | 41,94       |
| Blancs et nuls | Blancs et nuls      | Blancs et nuls | 145          | 1,74         | 552         | 5,33        |
| Exprimés       | Exprimés            | Exprimés       | 8 176        | 98,26        | 9 804       | 94,67       |

*sortant

### Canton de Thizy
| Candidats      | Candidats       | Étiquette      | Premier tour | Premier tour |
| Candidats      | Candidats       | Étiquette      | Voix         | %            |
| -------------- | --------------- | -------------- | ------------ | ------------ |
|                | Michel Mercier* | MoDem          | 2 412        | 58,37        |
|                | Yvan Benedetti  | FN             | 739          | 17,88        |
|                | Marc Simoëns    | PS             | 563          | 13,63        |
|                | Monique Cosson  | EÉLV           | 255          | 6,17         |
|                | Danielle Lebail | FG (PCF)       | 163          | 3,94         |
|                |                 |                |              |              |
| Inscrits       | Inscrits        | Inscrits       | 8 212        | 100,00       |
| Abstentions    | Abstentions     | Abstentions    | 3 977        | 48,43        |
| Votants        | Votants         | Votants        | 4 235        | 51,57        |
| Blancs et nuls | Blancs et nuls  | Blancs et nuls | 103          | 2,43         |
| Exprimés       | Exprimés        | Exprimés       | 4 132        | 97,57        |

*sortant

### Canton de Vaugneray
| Candidats      | Candidats             | Étiquette      | Premier tour | Premier tour | Second tour | Second tour |
| Candidats      | Candidats             | Étiquette      | Voix         | %            | Voix        | %           |
| -------------- | --------------------- | -------------- | ------------ | ------------ | ----------- | ----------- |
|                | Georges Barriol       | UMP            | 4 516        | 30,19        | 7 392       | 52,00       |
|                | Jean-Charles Kohlhaas | EÉLV           | 2 665        | 17,82        | 6 823       | 48,00       |
|                | Daniel Jullien        | DVD            | 2 516        | 16,82        |             |             |
|                | Florence Perrin       | PS             | 2 453        | 16,40        |             |             |
|                | Philippe Augier       | FN             | 2 375        | 15,88        |             |             |
|                | Michel Freneat        | FG (PCF)       | 433          | 2,89         |             |             |
|                |                       |                |              |              |             |             |
| Inscrits       | Inscrits              | Inscrits       | 35 283       | 100,00       | 35 287      | 100,00      |
| Abstentions    | Abstentions           | Abstentions    | 20 161       | 57,14        | 20 414      | 57,85       |
| Votants        | Votants               | Votants        | 15 122       | 42,86        | 14 873      | 42,15       |
| Blancs et nuls | Blancs et nuls        | Blancs et nuls | 164          | 1,08         | 658         | 4,42        |
| Exprimés       | Exprimés              | Exprimés       | 14 958       | 98,92        | 14 215      | 95,58       |

### Canton de Vaulx-en-Velin
| Candidats      | Candidats        | Étiquette      | Premier tour | Premier tour | Second tour | Second tour |
| Candidats      | Candidats        | Étiquette      | Voix         | %            | Voix        | %           |
| -------------- | ---------------- | -------------- | ------------ | ------------ | ----------- | ----------- |
|                | Hélène Geoffroy* | PS             | 1 570        | 29,65        | 4 074       | 70,33       |
|                | Antoine Pinos    | FN             | 1 116        | 21,08        | 1 719       | 29,07       |
|                | Nacer Denfir     | FG (PG)        | 1 072        | 20,25        |             |             |
|                | Philippe Zittoun | DVG            | 597          | 11,27        |             |             |
|                | Philippe Moine   | UMP            | 370          | 6,99         |             |             |
|                | Céline Galaudier | EÉLV           | 347          | 6,55         |             |             |
|                | Christine Bertin | MoDem          | 223          | 4,21         |             |             |
|                |                  |                |              |              |             |             |
| Inscrits       | Inscrits         | Inscrits       | 19 673       | 100,00       | 19 673      | 100,00      |
| Abstentions    | Abstentions      | Abstentions    | 14 273       | 72,55        | 13 549      | 68,87       |
| Votants        | Votants          | Votants        | 5 400        | 27,45        | 6 124       | 31,13       |
| Blancs et nuls | Blancs et nuls   | Blancs et nuls | 105          | 1,94         | 331         | 5,40        |
| Exprimés       | Exprimés         | Exprimés       | 5 295        | 98,06        | 5 793       | 94,60       |

*sortant

### Canton de Villeurbanne-Centre
| Candidats      | Candidats          | Étiquette      | Premier tour | Premier tour | Second tour | Second tour |
| Candidats      | Candidats          | Étiquette      | Voix         | %            | Voix        | %           |
| -------------- | ------------------ | -------------- | ------------ | ------------ | ----------- | ----------- |
|                | Richard Llung*     | PS             | 2 498        | 29,24        | 3 480       | 48,13       |
|                | Béatrice Vessiller | EÉLV           | 2 073        | 24,27        | 3 750       | 51,87       |
|                | Jean-Marie Perret  | FN             | 1 887        | 22,09        |             |             |
|                | Pierre-Yves Caby   | RAD            | 1 019        | 11,93        |             |             |
|                | Jérôme Jouvenet    | FG (PCF)       | 489          | 5,72         |             |             |
|                | Christian Montegu  | MoDem          | 233          | 2,73         |             |             |
|                | Hervé Morel        | DVD            | 229          | 2,68         |             |             |
|                | Jean-Luc Maury     | POI            | 115          | 1,35         |             |             |
|                |                    |                |              |              |             |             |
| Inscrits       | Inscrits           | Inscrits       | 26 913       | 100,00       | 26 913      | 100,00      |
| Abstentions    | Abstentions        | Abstentions    | 18 233       | 67,75        | 18 761      | 69,71       |
| Votants        | Votants            | Votants        | 8 680        | 32,25        | 8 152       | 30,29       |
| Blancs et nuls | Blancs et nuls     | Blancs et nuls | 137          | 1,58         | 922         | 11,31       |
| Exprimés       | Exprimés           | Exprimés       | 8 543        | 98,42        | 7 230       | 88,69       |

*sortant

### Canton de Villeurbanne-Nord
| Candidats      | Candidats            | Étiquette      | Premier tour | Premier tour | Second tour | Second tour |
| Candidats      | Candidats            | Étiquette      | Voix         | %            | Voix        | %           |
| -------------- | -------------------- | -------------- | ------------ | ------------ | ----------- | ----------- |
|                | Gilbert-Luc Devinaz* | PS             | 2 330        | 30,36        | 5 725       | 68,22       |
|                | Stéphane Poncet      | FN             | 1 735        | 22,61        | 2 667       | 31,78       |
|                | Jean-Claude Ray      | EÉLV           | 1 554        | 20,25        |             |             |
|                | Daniel Rendu         | DVD            | 795          | 10,36        |             |             |
|                | Richard Moralès      | DVD            | 667          | 8,69         |             |             |
|                | Sonia Bove           | FG (PCF)       | 593          | 7,73         |             |             |
|                |                      |                |              |              |             |             |
| Inscrits       | Inscrits             | Inscrits       | 23 175       | 100,00       | 23 175      | 100,00      |
| Abstentions    | Abstentions          | Abstentions    | 15 379       | 66,36        | 14 269      | 61,57       |
| Votants        | Votants              | Votants        | 7 796        | 33,64        | 8 906       | 38,43       |
| Blancs et nuls | Blancs et nuls       | Blancs et nuls | 122          | 1,56         | 514         | 5,77        |
| Exprimés       | Exprimés             | Exprimés       | 7 674        | 98,44        | 8 392       | 94,23       |

*sortant

### Canton de Villeurbanne-Sud
| Candidats      | Candidats                | Étiquette      | Premier tour | Premier tour | Second tour | Second tour |
| Candidats      | Candidats                | Étiquette      | Voix         | %            | Voix        | %           |
| -------------- | ------------------------ | -------------- | ------------ | ------------ | ----------- | ----------- |
|                | Claire Le Franc*         | PS             | 2 185        | 28,66        | 5 683       | 68,68       |
|                | Michel Casola            | FN             | 1 653        | 21,68        | 2 592       | 31,32       |
|                | Vincent Morland          | EÉLV           | 1 445        | 18,95        |             |             |
|                | Martine Maurice          | UMP            | 1 323        | 17,35        |             |             |
|                | Eric Barbot              | FG (PG)        | 534          | 7,00         |             |             |
|                | Pascal Durand            | MoDem          | 249          | 3,27         |             |             |
|                | Zaïr Meziani             | ECO            | 151          | 1,98         |             |             |
|                | Hubert Joubert-Laurencin | NC             | 85           | 1,11         |             |             |
|                |                          |                |              |              |             |             |
| Inscrits       | Inscrits                 | Inscrits       | 24 682       | 100,00       | 24 682      | 100,00      |
| Abstentions    | Abstentions              | Abstentions    | 16 930       | 68,59        | 15 827      | 64,12       |
| Votants        | Votants                  | Votants        | 7 752        | 31,41        | 8 855       | 35,88       |
| Blancs et nuls | Blancs et nuls           | Blancs et nuls | 127          | 1,64         | 580         | 6,55        |
| Exprimés       | Exprimés                 | Exprimés       | 7 625        | 98,36        | 8 275       | 93,45       |

*sortant